# Andora na Pesmi Evrovizije
Andora se je Pesmi Evrovizije prvič udeležila leta 2004. Andora sicer pred tem sploh ni predvajala izbora po televiziji, vendar je veliko prebivalstva spremljalo festival na španski ali francoski televiziji in zanimanje za nastop Andore na Evroviziji je bilo čedalje večje. Doslej Andori še ni uspela uvrstitev v finale; leta 2006 je zasedla celo zadnje mesto. Na Pesmi Evrovizije 2007 je v polfinalnem izboru zasedla 12. mesto in tako le za dve mesti zgrešila nastop na finalnem izboru. Neuspeh je pomenil za Andorce veliko razočaranje, saj so pričakovali dobro uvrstitev.
Leta 2004 in 2005 je Andora izbrala svojega predstavnika v televizijskem šovu, leta 2006 pa je andorska nacionalna televizija RTVA izvedla interni izbor predstavnika, pesem so pa izbrali med predlogi v javno predvajanem izboru. Leta 2007 in 2008 sta bila tako izvajalec kot pesem izbrana interno.
Po letu 2005 bo zopet potekal javni izbor predstavnika.

## Andorski predstavniki
| Leto | Uvrstitev                | Izvajalec         | Pesem                 |
| 2004 | 18. v polfinalu          | Marta Roure       | Jugarem A Estimar-Nos |
| 2005 | 23. v polfinalu          | Marian van de Wal | La Mirada Interior    |
| 2006 | 23. (zadnja) v polfinalu | Jenny             | Sense Tu              |
| 2007 | 12. v polfinalu          | Anonymous         | Salvem el món         |
| 2008 | 16. v polfinalu          | Gisela            | Casanova              |
| 2009 | 15. v polfinalu          | Susanne Georgi    | La teva decisió       |